# Neurolejeunea devexa
Neurolejeunea devexa là một loài Rêu trong họ Lejeuneaceae. Loài này được (Lindenb. & Gottsche) Herzog mô tả khoa học đầu tiên năm 1933.